# Sara R. Farris
Sara R. Farris (Italia, ...) è una sociologa ed attivista femminista italiana.
Sara R. Farris è professoressa presso la Goldsmiths, University of London. È nota per aver coniato il termine femonazionalismo, cioè l'uso di concetti femministi per sostenere ideologie razziste, xenofobe o aporofobe. Farris è codirettrice del programma di dottorato presso il Dipartimento di Sociologia del college Goldsmiths ed è la Presidente del Comitato antirazzista di questo dipartimento.

## Opere

### Libri
- Farris, Sara R. (2019). Femonazionalismo. Il razzismo nel nome delle donne. Alegre.
- Farris, Sara R. (2013). Max Weber's Theory of Personality: Individuation, Politics and Orientalism in the Sociology of Religion. Leiden.

## Articoli accademici
- Farris, Sara R. (20 novembre 2012). Femonationalism and the "Regular" Army of Labor Called Migrant Women. History of the Present. 2 (2): 184–199.
- Farris, Sara R & Marchetti, Sabrina. (1 giugno 2017). From the Commodification to the Corporatization of Care: European Perspectives and Debates. Social Politics. 24 (2): 109–131. Oxford University Press.
- Farris, Sara R. (febbraio 2015). Migrants' Regular Army of Labour: Gender Dimensions of the Impact of the Global Economic Crisis on Migrant Labor in Western Europe. The Sociological Review. 63 (1): 121–143.